# 영웅서기 (비디오 게임 시리즈)
《영웅서기》(Heroes Lore)는 대한민국의 모바일 액션 롤플레잉 게임 시리즈이다. 2005년 12월 첫 게임인 《영웅서기: 솔티아의 바람》이 출시되었다. 2011년 《영웅서기5: 칠흑의 계약》까지 엠포마코리아, 핸즈온모바일코리아의 후신인 EA모바일코리아가 개발하였으나 2014년 《영웅서기 모바일》을 케이넷피에서 제작하였다. 《영웅서기 모바일》은 2015년 11월 한국에서 서비스를 종료하였다. 2014년에 누적 이용자 수 1,000만 명을 달성했다.

## 게임
| 2005 | 영웅서기: 솔티아의 바람   |
| 2006 | 영웅서기2: 빙해의 검사    |
| 2007 | 영웅서기Zero: 진홍의 사도 |
| 2008 | 영웅서기3: 대지의 성흔    |
| 2009 | 영웅서기4: 환영의 가면    |
| 2010 |                           |
| 2011 | 영웅서기5: 칠흑의 계약    |
| 2012 |                           |
| 2013 |                           |
| 2014 | 영웅서기 모바일           |

| 연도 | 타이틀                    | 개발사             | 플랫폼           |
| ---- | ------------------------- | ------------------ | ---------------- |
| 2005 | 영웅서기: 솔티아의 바람   | 엠포마코리아       | WIPI             |
| 2006 | 영웅서기2: 빙해의 검사    | 핸즈온모바일코리아 | WIPI             |
| 2007 | 영웅서기Zero: 진홍의 사도 | 핸즈온모바일코리아 | WIPI             |
| 2008 | 영웅서기3: 대지의 성흔    | EA모바일코리아     | WIPI, iOS        |
| 2009 | 영웅서기4: 환영의 가면    | EA모바일코리아     | WIPI, 안드로이드 |
| 2011 | 영웅서기5: 칠흑의 계약    | EA모바일코리아     | WIPI, 안드로이드 |
| 2014 | 영웅서기 모바일           | 케이넷피           | iOS, 안드로이드  |